# Slobodan Trkulja

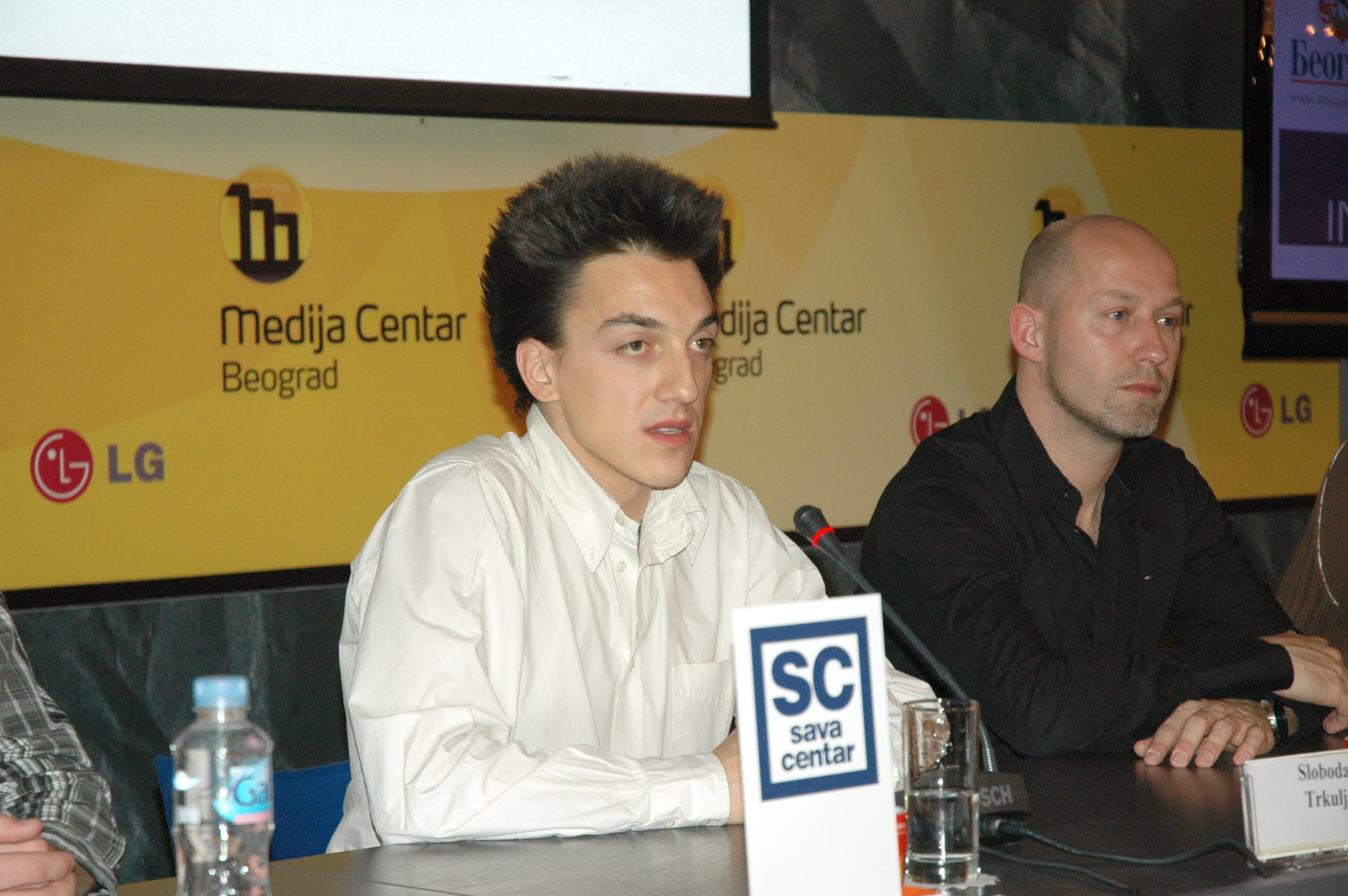
Slobodan Trkulja

Slobodan Trkulja (* 29. Mai 1977 in Odžaci, Jugoslawien, heute Serbien) ist ein serbischer Multiinstrumentalist, Vokalist und Arrangeur, der dem Jazzrock, Fusion und der Worldmusic zugeordnet wird.
Formal besitzt Trkulja ein Diplom in Jazz, hat sich aber durch die Gründung der Band Balkanopolis als herausragender Träger des Revivals der traditionellen Balkanmusik, sowie als Erneuerer einer modernen Interpretation balkanischer Volksmusik erwiesen. Seinem Vorbild, traditionelle Volksinstrumente und Elemente der 'Ethnomusik' in moderne Arrangements einzubinden, sind zuletzt viele jüngere Musiker auf der Balkanhalbinsel gefolgt.

## Musikalische Ausbildung und Einflüsse
Trkulja wuchs in Novi Sad auf und schloss das Gymnasium in Sremski Karlovci ab. Als Zehnjähriger hatte er mit Klarinette begonnen und fand sich früh in Folklore-Ensembles. Sein Wunsch in Novi Sad die Musikakademie einzuschreiben konnte er aufgrund von formalen Vorgaben nicht verwirklichen, da er keine Musikschule abgeschlossen hatte. Daher suchte die Familie eine alternative Akademie, in der eine musikalische Grundschul- und Mittelschulausbildung nicht notwendig war. 1998 wurde er nach bestandener Prüfung im Conservatorium van Amsterdam in Holland im Department für Saxophon aufgenommen und schloss dortselbst 2004 ab.
Durch Zufall besuchte der nicht religiös erzogene Trkulja nach seiner Rückkehr nach Serbien das Kloster Kovilj, wo er über das erstmalige intensive Hören byzantinischer Kirchenmusik eine spirituelle Wandlung zum christlichen Glauben erfuhr. Das Kloster selbst wurde für die Aufnahme des Albums Kingdom of Balkanopolis als Aufnahmeort genutzt. Die weitere Ausgestaltung seiner Arrangements mit Elementen der orthodoxen Kirchenmusik durch die Integration von Kirchenchören betont die sakrale Komponente seiner Musik. Aus der Verbindung von Rockmusikern, Streichensembles und sakralen Vokalinterpreten wie Aleksandar Jovanović, dem Kantor des Klosters Hilandar, hat Trkulja einen für ihn typischen Stil der Rocksymphonie entwickelt.
Seine stark spirituell inspirierte Musik wurde zuletzt auch in der Geburtsstadt Kaiser Konstantins I. zur 1700-Jahr-Feier der Mailänder Vereinbarung in der Auftragskomposition Musik Konstantinopels auf der Festung von Niš 2013 uraufgeführt. Hierbei versammelte Trkulja wiederum die Band Balkanopolis mit Streichorchester, sowie Rock-Instrumental-Solisten wie David Rhodes, byzantinischen Kirchenchorälen und traditionellen balkanischen Instrumentenspielern.
Im Rahmen des UNO-Weltfriedenstages 2014 trat Trkulja mit der kroatische Pop- und Jazz Diva Josipa Lisac in Begleitung des Metropole Orkest am 21. September 2014 im Ziggo Dome in Amsterdam als Teil der Aussöhnungsbestrebungen von Postkonfliktgesellschaften auf (MasterPeace in Concert).
Trkulja ist selbst insbesondere Interpret traditioneller Blasinstrumenten, insbesondere Hirtenflöte und Dudelsack, den traditionellen lyrischen Volksinstrumenten balkanischer Dörfer und Hirten. Er integrierte aber auch beispielsweise eines der ältesten epischen Soloinstrumente der Balkanhalbinsel, die Gusle, in ein Arrangement im Stück Svadbarska (dt. Hochzeitslied), welches in der Begleitung der Band Balkanopolis auch auf der EXPO in Shanghai 2010 live aufgeführt wurde.
Am 11. Juni 2025 wurde er als Repräsentant für Serbien beim Intervision Song Contest 2025 bekannt gegeben.

## Musikalischer Stil
Trkulja beherrscht 15 Musikinstrumente und ist insbesondere mit Solo- und Bigband Arrangements, in denen er abwechselnd Klarinette, Saxophon, Dudelsack oder Blockflöte spielt, bekannt geworden. Trkulja begleitet sich selbst vokal und nutzt hier Elemente der balkanischen lyrischen Musiktradition. Insbesondere sind die auf kirchenslawische Grundlagen basierenden Gesänge aus der byzantinischen Kirchenmusik auffällig.
Bekannt wurde Trkulja durch eine Performance während der Liveübertragung im Neujahrskonzerts im Concertgebouw 2002 in Amsterdam, bei dem er in der niederländischen Presse als Musikgenie durch überschwängliche Kritik gelobt wurde. Trkulja erfuhr weiterhin durch die Kooperation mit der letzten europäischen Bigband, dem Metropole Orkest (2008), sowie der Belgrader Philharmonie (2004) auch in Serbien selbst eine stärkere Rezeption. In einem Solo-Auftritt auf dem Exit (2006) in seiner Heimatstadt Novi Sad experimentierte er die Liveimprovisation von Loops verschiedener auf der Bühne von ihm eingespielter Instrumente den Bigband-Klang in Soloaufführungen zu imitieren und entwickelte damit ein für ihn stilbildendes Medium, was auch zum Durchbruch in der jungen Szene in Serbien half. Sein eigentlicher Durchbruch in Serbien war jedoch die Teilnahme am Wettbewerb für die serbischen Vorentscheidungen der Beovizija zum Eurovision Song Contest/Chanson d’Eurovision 2007. Hier belegte er den zweiten Platz. Trkulja war mit dem Metropole Orkest auch spezieller Gast beim 1. Halbfinale im Eurovision Song Contest 2008 in Belgrad.
Für sein zweites Album mit der Band Balkanopolis (Kingdom of Balkanopolis) 2010 engagierte er die Rockmusiker David Rhodes, John Giblin und Tony Levin. Produziert wurde Kingdom of Balkanopolis in Peter Gabriels „Real World Studios“ von Richard Evans, das Arrangement übernahm Adam Ajana in den „Gateway mastering studio“ in den USA.
Trkulja lebt heute mit Frau und zwei Töchtern in einem Dorf in Nord-Serbien.